# Internationale Gewerksgenossenschaften
Internationale Gewerksgenossenschaften war die Sammelbezeichnung für verschiedene ab 1868 gegründete sozialdemokratisch orientierte Fachgewerkschaften. Sie wurden von der Eisenacher Richtung um August Bebel und Wilhelm Liebknecht gegründet und standen in Konkurrenz zu den kurz zuvor gegründeten Arbeiterschaften des ADAV und den liberalen Hirsch-Dunckerschen Gewerkvereinen. Mit dem Begriff International sollte die Anerkennung der Grundsätze der Internationalen Arbeiterassoziation ausgedrückt werden. Im Jahr 1875 kam es zum Zusammenschluss der beiden sozialdemokratischen Gewerkschaftsrichtungen. Die Gewerksgenossenschaften standen so mit am Beginn der Freien Gewerkschaften in Deutschland.

## Gründung und Grundsätze

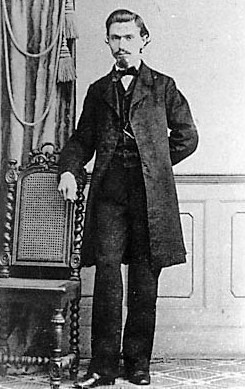
August Bebel entwarf die Statuten der Gewerksgenossenschaften

August Bebel, Wilhelm Liebknecht und andere waren bestrebt den Vereinstag Deutscher Arbeitervereine (VDAV) auf einen stärker sozialistischen Kurs zu bringen und die Verbindungen zum Linksliberalismus zu lösen. Dazu diente die Annäherung an die 1864 gegründete Internationale Arbeiterassoziation (IAA) um Karl Marx und Friedrich Engels. Im September 1868 bekannte sich auf dem Nürnberger Vereinstag eine Mehrheit im VDAV zur IAA.
Damit verbunden war das Ziel zentralisierte Gewerk-Genossenschaften zu gründen, hatte doch der Genfer Kongress der IAA 1866 eine Resolution über die „Gewerksgenossenschaften. Ihre Vergangenheit, Gegenwart und Zukunft“ veröffentlicht und Gewerkschaftsgründungen empfohlen. August Bebel rief daraufhin Ende November 1868 zur Gründung von Gewerksgenossenschaften auf. „Arbeiter, organisiert euch! Vereinzelnt seid ihr nichts, vereinigt alles!“ Bebel hatte auch Musterstatuten entworfen, die er nun ebenfalls veröffentlichte. Dabei orientierte er sich teilweise am Vorbild der englischen Trade Unions.
„Die Gewerksgenossenschaft der deutschen ... Arbeiter ist zu dem Zwecke gegründet, die Würde und das materielle Interesse der Beteiligten zu wahren und zu fördern. Zur Erreichung dieses Zweckes verpflichtet sich die Genossenschaft, alle Mittel und Wege, welche die staatlichen und gesellschaftlichen Einrichtungen, die Erfahrungen und Lehren der Wissenschaft und das Klassenbewußtsein der Arbeiter ihr an die Hand zu geben, zu benutzen und zu verwerten.“
Es sollte von den Gewerksgenossenschaften ein Fonds gebildet werden, der zur Unterstützung bei Maßregelung, Not und Streik dienen sollte. Hinzu kamen Krankenunterstützungs- und Sterbekassen, eine Alters- und Invalidenkasse, eine Wanderunterstützungskasse sowie Rechtsschutzunterstützung. Ursprünglich war auch eine Unterstützung bei Arbeitslosigkeit vorgesehen. Die Mitgliedschaft von Frauen war ausdrücklich vorgesehen.
Die neuen Organisationen sollten von unten nach oben nach demokratischen Grundsätzen aufgebaut werden. Die Basis bildeten Lokalgenossenschaften, deren Mitgliederversammlung bildete das höchste Gremium und konnte einen Vorstand wählen. Zur Kontrolle des Vorstandes wurde ein Aufsichtsrat, später Kontrollkommission genannt, gewählt. Die Spielräume der lokalen Ebene waren recht groß. Ähnlich strukturiert waren die Gauvorstände und die Zentralvorstände. Dabei folgten die Zentralvorstände dem Vorortprinzip. Der Vorstand an einem Ort übernahm für eine Zeit auch die Führung der Gesamtorganisation.
Auf Gau- und Zentralebene fanden jährliche Gau- oder Gesamtversammlungen statt. Dort wurden Vorstands- und Kassenbericht erstattet, Vorstand und Kontrollkommission gewählt und über zentrale Angelegenheiten der Verbandsarbeit entschieden. An der Spitze standen Präsident und Vizepräsident. Zu den Aufgaben der zentralen Vorstände gehörten die Aufnahme und Ausschluss von Lokalgewerkschaften sowie die Erklärung und Beendigung von Streiks. Hinzu kamen statistische Erhebungen und andere Aufgaben. Wie auf der lokalen Ebene war die Generalversammlung das höchste Gremium der Organisation. Der demokratische Aufbau stand im Gegensatz zu den Arbeiterschaften des ADAV.
Die Gewerkschaften waren auch in der Eisenacher Richtung der Partei untergeordnet. Sie galten mit Karl Marx als „Schule des Sozialismus.“ Sie sollten sich nicht nur auf einen Kleinkrieg gegen die Wirkungen des bestehenden Systems beschränken, sondern müssten für die „Abschaffung des Lohnsystems kämpfen.“ Die Führungsrolle war dabei der Partei vorbehalten.

## Entwicklung
Der Gewerkverein der Maurer wurde im November 1868 in Leipzig gegründet. Es folgten noch im selben Jahr Gewerkvereine der Maschinenbau- und Metallarbeiter. Im Jahr 1869 folgten die Fabrik- und Handarbeiter, die Tischler und Zimmerer, die Stuhlarbeiter, die Schuhmacher und Lederarbeiter, die Porzellanarbeiter, die Gold- und Silberarbeiter, die Schneider, die Maler und verwandte Berufe, die Bergarbeiter und Schiffszimmerer.
Ein Beispiel einer Organisation ist die im Mai 1869 gegründete Gewerksgenossenschaft der Fabrik- und Handarbeiter unter maßgeblicher Führung von Julius Motteler, die insbesondere die Textilarbeiter organisieren wollte. Anfangs vertrat sie 3100 Arbeiter. Unter anderem wurde für Frauen gleicher Lohn bei gleicher Arbeit gefordert.
Im Herbst 1869 organisierten die Gewerksgenossenschaften zwischen 8000 und 15000 Mitglieder. Im Jahr 1870 hatte allein die Internationale Gewerksgenossenschaft der Manufaktur-, Fabrik- und Handarbeiter 5000 bis 6000 Mitglieder. Nur ein Sechstel waren Frauen. Der Deutsch-Französische Krieg bedeutete eine Schwächung aller Gewerkschaftsrichtungen. Vier von zehn bestehenden Teilorganisationen der Gewerksgenossenschaften gingen bis Kriegsende ein. Die geschwächten verbleibenden Verbände konnten keine Generalversammlungen abhalten.
Mit dem wachsenden Druck der Justiz im Königreich Sachsen ging die Zahl der Mitglieder dieser Organisation bis 1873 in dieser Hochburg stark zurück.

## Einigungsbestrebungen

Theodor Yorck hat maßgeblich die Einigungsbemühungen vorangetrieben

Ein Dachverband der Gewerksgenossenschaften bestand nicht, auch machte sich die Konkurrenz mit den anderen Richtungsgewerkschaften negativ bemerkbar. Auf dem Gründungskongress der Sozialdemokratischen Arbeiterpartei im August 1869 in Eisenach war auch die Vereinigung der Gewerksgenossenschaften ein Thema. Beschlossen wurde: „Die Sozialdemokratische Arbeiterpartei betrachtet es als eine Pflicht eines jeden Parteigenossen, auf eine Einigung der Gewerkschaften hinzuwirken, hält aber als Bedingung fest, daß die Gewerkschaften sich von dem Arbeiterschaftspräsidium des Hrn. v. Schweitzer lossagen.“
Der Schweizer Herman Greulich schlug vor, Kontakte zu Gewerkschaften in anderen Ländern aufzunehmen und internationale Gewerkschaften zu bilden. Diese sollten mit dem Londoner Generalrat der IAA als „zentralisierendem Organ in Verbindung“ treten. Auf dem Kongress wurde auch eine Holzarbeitergewerkschaft unter Führung von Theodor York gegründet. Die Mitglieder entstammten lokalen Organisationen oder waren zuvor Mitglieder im Arbeiterschaftsverband des ADAV gewesen.
Die Konkurrenz der verschiedenen politischen Richtungen und die hemmenden Auswirkungen auf die Gewerkschaftsbewegung führte unter anderem dazu, dass vor allem Theodor York seit 1870 eine Vereinigung der anderen Gewerkschaften mit den Gewerksgenossenschaft anstrebte. Im Jahr 1871 schlug er vor, wenigstens die Gewerksgenossenschaften in einer Gewerkschaftsunion zusammenzuschließen. Im Anschluss an den Parteitag der SDAP in Dresden diskutierten Delegierte der einzelnen Gewerksgenossenschaften über den Unionsplan. Die Meinungen gingen auseinander. Auf Antrag von August Bebel wurde eine Kommission eingesetzt, die einen Organisationsentwurf ausarbeiten sollte. Letztlich blieb dies erfolglos.
Im Juni 1872 fand in Erfurt ein von Theodor Yorck vorbereiteter Gewerkschaftskongress statt. An diesem nahmen 52 Delegierte teil, die zusammen 11.000 Mitglieder vertraten. Mehr als die Hälfte lebte in Sachsen. Daneben war Süddeutschland ein weiterer Schwerpunkt. Die Versammlung beschloss eine Vereinigung aller Gewerkschaften anzustreben. Es wurden auch konkrete Planungen zur Organisation einer solchen Union vorgelegt. Letztlich war den Bemühungen aber kein Erfolg beschieden. Der Misserfolg hing dabei in erster Linie damit zusammen, dass die Leipziger Polizei erkennen ließ, die neue Dachorganisation, deren Sitz in Leipzig sein sollte, aufzulösen. Immerhin bekannte sich der Kongress in einer Resolution zu einer parteipolitisch neutralen gewerkschaftlichen Organisation und dem Ziel einer Vereinigung zumindest der sozialdemokratisch orientierten Gewerkschaften. Yorck hielt auch im Weiteren an den Vereinigungsplänen fest.
Vor dem Hintergrund zunehmender Verfolgung von Sozialdemokraten bekannt geworden als Ära Tessendorf nahmen die Bemühungen um die Vereinigung von ADAV und SDAP zu. Auf dem Gewerkschaftskongress 1874 in Magdeburg nahmen 30 Delegierte teil. Die Tagung wurde massiv von der Polizei behindert. Erneut kam es zum Beschluss, eine Union als Dachverband zu gründen. Aber auch dieser Beschluss blieb wirkungslos.
Die Einigung der Arbeiterparteien wurde im Mai 1875 auf dem Kongress in Gotha vollzogen. Im Anschluss folgte ein Gewerkschaftskongress, auf dem der Zusammenschluss der Internationalen Gewerksgenossenschaften und der Arbeiterschaften beschlossen wurde. Die tatsächliche Vereinigung der einzelnen Verbände erwies sich als schwierig und dauerte längere Zeit an. Vor allem Hamburg war in dieser Zeit ein Schwerpunkt der Gewerkschaftsbewegung und von dort aus wurde die Vereinigungsbewegung vorangetrieben. Es gab auch Initiativen zur Gründung eines Dachverbandes. Ein im Jahr 1878 einberufener Kongress dazu konnte nicht stattfinden. Der Erlass des Sozialistengesetzes hat die Gewerkschaftsentwicklung stark zurückgeworfen.